# Trine Trulsen
Trine Trulsen (Drøbak, 19 aprile 1962) è una giocatrice di curling norvegese.

## Biografia
Partecipò ai XV Giochi olimpici invernali, edizione disputata a Calgary (Canada) nel 1988, riuscendo ad ottenere la terza posizione nella squadra norvegese (con le connazionali Marianne Aspelin, Dordi Nordby, Hanne Pettersen e Mette Halvorsen). In tale edizione, la nazionale canadese si classificò prima, la svedese seconda. La competizione ebbe lo status di sport dimostrativo.